# 서산 일락사 삼층석탑
서산 일락사 삼층석탑(瑞山 日樂寺 三層石塔)은 대한민국 충청남도 서산시 해미면 일락사에 있는 삼층석탑이다. 1984년 5월 17일 충청남도의 문화재자료 제200호로 지정되었다.

## 개요
탑은 석가모니의 사리를 안치하기 위해 만든 건조물이다. 이 탑은 고려시대에 만들어진 삼층석탑으로 통일신라시대의 양식이 남아 있다. 석탑의 기단부는 상하 3층 기단이나 현재는 하층기단의 대부분이 파손되어 단층기단처럼 보인다. 탑의 몸체부는 3층으로 이루어져 있으며, 초층의 몸돌에 비해 2층의 몸돌의 높이가 급격히 낮아져 균형미를 잃고 있다. 상륜부는 현재 네모진 형태의 노반과 이상하게 생긴 모양의 석재만 올려져 있을 뿐 다른 부분들은 모두 파손되어 없어졌다.
기단의 조성 및 지붕돌의 표현, 그리고 전체적인 조각수법 등에서 고려시대적인 요소를 살펴볼 수 있다.

## 같이 보기
- 일락사 대웅전 - 충청남도 문화재자료 제193호

## 참고 자료
- 일락사삼층석탑 - 국가유산청 국가유산포털
- 일락사삼층석탑 - 한국향토문화전자대전